# Юнга Северного флота
«Ю́нга Се́верного фло́та» — советский художественный фильм. Дебют в кино актёров Игоря Скляра и Альгиса Арлаускаса (впоследствии в 1981 году они вместе снялись в фильме «Берегите женщин»). Фильм поставлен на основе реальных событий Великой Отечественной войны. Сценарий фильма написан с использованием материалов из автобиографических книг бывших юнг — писателей Валентина Пикуля и Виталия Гузанова. В постановке чечётки, которую исполняет один из героев фильма (его сыграл Игорь Скляр) участвовали бывшие юнги А. Е. Осепян из Москвы и В. З. Байкин из Казани, которые и были чечёточниками в юнгашеской островной самодеятельности.
Летом 1973 года на территории Соловецкого музея-заповедника прошла часть съёмок кинофильма.

## Сюжет
Во время Великой Отечественной войны приказом Наркомфлота СССР № 300 от 16 октября 1942 года несовершеннолетним юношам было разрешено в качестве матросов выходить в рейсы на торговых и боевых судах. Четверо подростков, желающих служить на кораблях Северного флота, каждый своим путём поступают в Школу юнг ВМФ, созданную в 1942 году на Соловецких островах.

## В ролях
- Альгис Арлаускас — Володя Черёмин
- Марат Серажетдинов — Виктор Хантырин
- Игорь Скляр — Николай Маслёнок
- Виктор Никулин — Александр Будайло
- Марина Самойлова — Аня (озвучивала Наталья Рычагова)
- Валерий Рыжаков — лейтенант Новиков
- Михаил Кузнецов — мичман Лукьянов
- Борис Григорьев — капитан третьего ранга Фокин
- Василий Лановой — майор Черёмин, отец Володи
- Борис Гитин — главный старшина Котелевский
- Рим Аюпов — немец
- Виктор Косых — младший лейтенант береговой службы
- Юрий Сорокин — матрос
- Леонид Реутов — капитан-лейтенант
- Виктор Мизин — матрос
- Елена Максимова — женщина в милиции
- Марина Горлова — Зина, подруга Ани
- Любовь Мышева — милиционер
- Клавдия Козлёнкова — Юдина
- Игорь Ильинский — человек из очереди
- Андрей Алёшин — матрос

## Съёмочная группа
- Сценаристы: Вадим Трунин, Эдуард Тополь
- Режиссёр: Владимир Роговой
- Операторы: Дмитрий Суренский, Игорь Клебанов
- Художник: Михаил Фишгойт

## Технические данные
- Цветной, звуковой (моно)
- Премьера: 19 августа 1974 года.

## Награды
- Приз ЦК ВЛКСМ «Алая гвоздика» и почётные дипломы ЦК ВЛКСМ в 1975 году.